# Paderborn Baskets
Die Gartenzaun24 Baskets Paderborn sind eine deutsche Basketballmannschaft aus Paderborn, deren Spielbetrieb seit 2002 von der Paderborn Baskets Team GmbH organisiert wird. Der Breiten- und Jugendsport wird vom Paderborn Baskets 91 e. V. durchgeführt.
In der Vergangenheit trat die Mannschaft unter verschiedenen Sponsorennamen an, bis April 2012 als Webmoebel Baskets. Von der Saison 2012/13 bis zur Saison 2015/16 trat der Verein unter der Bezeichnung Finke Baskets an. 2016 wurde die Universität Paderborn der Namensgeber der Mannschaft, die fortan als Uni Baskets Paderborn in der 2. Basketball-Bundesliga-ProA antrat. Im Sommer 2023 wurde der Name in Gartenzaun24 Baskets Paderborn geändert, nachdem eine Einigung mit einem in Bad Lippspringe ansässigen Versand für Zäune und Tore getroffen worden war. Seit 1984, damals noch als VBC Paderborn, spielt die Mannschaft immer mindestens zweitklassig. Die größten Erfolge der Vereinsgeschichte waren die Teilnahmen in der Basketball-Bundesliga in der Spielzeit 1994/95 sowie von 2006 bis 2010. Von 2010 bis 2024 gehörte die Mannschaft der zweithöchsten Spielklasse ProA an. 2025 folgte die Rückkehr.

## Geschichte

### VBC 69 (1969 bis 1991)
| Saison         | Platz | Punkte | „Postseason“ | Platz | Punkte |
| -------------- | ----- | ------ | ------------ | ----- | ------ |
| 2. BBL 1984/85 | 8.    | 12–24  | Abstieg      | 4.    | 22–34  |
| 2. BBL 1985/86 | 4.    | 22–14  | Aufstieg     | 5.    | 26–26  |
| 2. BBL 1986/87 | 5.    | 20–16  | Aufstieg     | 5.    | 24–28  |
| 2. BBL 1987/88 | 4.    | 24–20  | Aufstieg     | 4.    | 32–32  |
| 2. BBL 1988/89 | 6.    | 20–24  | Platzierung  | 7.    |        |
| 2. BBL 1989/90 | 7.    | 22–22  | Platzierung  | 7.    |        |
| 2. BBL 1990/91 | 7.    | 24–20  | Abstieg      | 2.    | 36–28  |

Unmittelbarer Vorgängerverein der Paderborn Baskets war der 1969 gegründete VBC 69 Paderborn, in dem auch zum ersten Mal in der Stadt leistungsmäßig Basketball gespielt wurde. Bereits nach sechs Jahren konnten 1975 Jugendmannschaften Meisterschaften im Westdeutschen Basketball-Verband (WBV) erringen und in der Folge wurden Jugend- und Junioren-Nationalspieler wie Manfred Winter und Bernd Zengerling hervorgebracht, die später erste und zweite Liga spielten. 1984 gelang dann der ersten Herrenmannschaft selbst der Aufstieg in die 2. Basketball-Bundesliga Gruppe Nord. Der Aufstiegsmannschaft gehörten überwiegend Spieler aus der eigenen Jugend an wie Dirk Happe, der im Jahr zuvor als Jugendnationalspieler bei der Kadetten(U16)-Europameisterschaft im eigenen Land eine Bronzemedaille gewonnen hatte.
Auch in der zweiten Liga setzte sich das Korsett der Mannschaft aus Spielern aus der eigenen Jugend sowie aus Spielern zusammen, die das Studium an der Universität Paderborn, wo unter anderem der langjährige Leverkusener Trainer Günter Hagedorn wirkte, in die Region verschlagen hatte. So war auch die Ausländerposition über mehrere Spielzeiten hinweg durch den kanadischen Nationalspieler Phil Ohl besetzt, der nebenbei an der Universität auf Lehramt studierte und nach seiner Rückkehr nach Kanada noch einmal WM-Teilnehmer 1990 mit der Nationalmannschaft war. Nach dem Zweitliga-Aufstieg 1984 traten innerhalb des Vereins Zwistigkeiten insbesondere in finanziellen Fragen mit den zuvor erfolgreicheren Volleyballern auf, die bis Mitte der 1980er Jahre als mehrfacher Vizemeister bundesweit an der Spitze gestanden hatten. Während im Verein die Basketballer bereits zahlenmäßig an aktiven Mitgliedern überlegen waren, wechselte der Zuschauerzuspruch Ende der 1980er Jahre von den sportlich stagnierenden Volleyballern zunehmend hin zu den Basketballern, die sich 1991 schließlich dazu entschlossen, einen eigenen Verein zu gründen.

### Auf- und Abstieg (1991 bis 2001)
| Saison                                            | Platz      | Punkte | „Postseason“    | Platz | Punkte |
| ------------------------------------------------- | ---------- | ------ | --------------- | ----- | ------ |
| 2. BBL 1991/92                                    | 6.         | 34–18  | –––             |       |        |
| 2. BBL 1992/93                                    | 2.         | 34–10  | Aufstieg        | 2.    | 50–14  |
| 2. BBL 1993/94                                    | 1.         | 38–6   | Aufstieg        | 1.    | 54–10  |
| 1. BBL 1994/95                                    | 10. (N 5.) | 18–46  | Relegation      | 5.    | 4–16   |
| 2. BBL 1995/96                                    | 5.         | 24–20  | Relegation Grp2 | 6.    | 4–16   |
| 2. BBL 1996/97                                    | 3.         | 32–12  | Relegation Grp3 | 3.    | 10–10  |
| 2. BBL 1997/98                                    | 10.        | 16–28  | Abstieg         | 4.    | 28–36  |
| 2. BBL 1998/99                                    | 8.         | 20–24  | Abstieg         |       |        |
| 2. BL 1999/2000                                   |            |        | Aufstieg        |       |        |
| 2. BBL 2000/01                                    | 3.         | 48–12  | –––             |       |        |
| grün unterlegt: Aufstieg / rot unterlegt: Abstieg |            |        |                 |       |        |

1991 spaltete sich die Basketball-Abteilung des VBC 69 geschlossen ab und gründete den Verein Paderborn Baskets 91 e. V. Als Manager des Zweitligisten wurde Ingbert Koppermann gewonnen und als Ziel der Erstliga-Aufstieg ausgegeben. Bei der Zusammensetzung der Mannschaft wurde nun gezielt und erfolgsorientiert Spieler angeworben, die sich in der zweiten Liga bereits erste Meriten verdient hatte. Zudem konnte 1992 mit dem niederländischen Bushersteller BOVA, der in der Region ansässig geworden war, ein erster Namenssponsor gewonnen werden. Aus der niederländischen Liga brachte man zugleich den belgischen Trainer Werner Rotsaert sowie den zuvor in Amsterdam spielenden US-Amerikaner Douglas Spradley mit und verpasste den Aufstieg im entscheidenden Spiel gegen den Konkurrenten TK Hannover nur knapp. 1993 stieg schließlich der Bodenbelägehersteller Forbo als Namenssponsor ein und am Ende der Spielzeit war der Aufstieg frühzeitig sichergestellt.
In der Erstliga-Spielzeit 1994/95 erreichte man die drittschlechteste Bilanz der teilnehmenden Mannschaften mit neun Siegen aus 32 Spielen, darunter ein überraschender Heimsieg gegen den späteren Korać-Cup-Gewinner Alba Berlin. Im Pokal erreichte man etwas überraschend das Final-Four-Turnier, wo man den dritten Platz belegen konnte. Die damaligen Bestimmungen sahen zwei ausländische Spieler pro Mannschaft vor, während in der 2. Liga nur ein Ausländer erlaubt war. In der folgenden Relegationsrunde der vier schlechtesten Erstligamannschaften  mit den zwei besten Zweitligamannschaften mussten die Erstligateams dann auf einen Ausländer verzichten. Um die Positionen unter dem Korb im sogenannten Frontcourt mit dem estnischen Nationalspieler Margus Metstak nicht zu schwächen, verzichtete Trainer Rotsaert auf den mannschaftsinternen Topscorer Doug Spradley. Die Mannschaft verkraftete diese Schwächung nicht und in der Relegationsrunde konnte sich der Zweitligist TuS Lichterfelde vor den Paderbornern platzieren, die damit abgestiegen waren. Während der TuSLi als Kooperationspartner von Alba Berlin auf den Aufstieg verzichtete, traten die Paderborner auch aus finanziellen Gründen den Gang zurück in die zweite Liga an. Die veränderte Personalstrategie hatte Verbindlichkeiten entstehen lassen und die Insolvenz einer Firma, die die Mannschaft vermarkten sollte, führte dann beinahe auch zum finanziellen Ruin des Vereins. Trainer Rotsaert verließ den Verein und Manager Koppermann trat von seinem Amt zurück, von den Spielern wechselte Happe zum Aufsteiger TuS Herten und Spradley später zur SG Braunschweig, die 1995 ebenfalls aufgestiegen war und die Baskets in der ersten Liga ersetzt hatten.
In der zweiten Liga versuchte man den Verein langsam zu entschulden und hatte immer wieder mit finanziellen Problemen zu kämpfen, weshalb man schließlich eine eigene Spielbetriebs-GmbH mit dem Namen „Spo(r)tlights“ gründete, die die zukünftigen wirtschaftlichen Risiken aus dem Unterhalt einer zumindest teilweise professionellen Mannschaft tragen sollte. Die veränderte Personalpolitik hatte auch einen regionalen Konkurrenten entstehen lassen: der TV 1864 Salzkotten stieg mit einer Reihe ehemaliger Paderborner Spieler, darunter der US-Amerikaner Vernon Carr, 1995 in die zweite Liga auf und lieferte sich in den folgenden fünf Jahren teilweise erbitterte Duelle gegen den Lokalrivalen. Nachdem sich die Salzkottener 2000 aus der zweiten Liga zurückgezogen hatten, endete die Rivalität letztendlich in einer „Talentoffensive“ genannten Kooperation. Bei einem Training in der Saisonvorbereitung für die Spielzeit 1999/2000 brach der noch nicht ganz 26-jährige Paderborner Spieler Daniel Malcorps mit Herzversagen tödlich zusammen. Die Paderborn Baskets hatten seit 1998 die Firma Teamwork als Namenssponsor gewonnen. Deren Insolvenz führte letztendlich auch zur Insolvenz der Spielbetriebsgesellschaft „Spo(r)tlights“. Die Mannschaft stand wieder vor einer ungewissen Zukunft.

### Ära Trainer Spradley (2001 bis 2009)
| Saison                                            | Platz | Punkte | „Postseason“ | S/N |
| ------------------------------------------------- | ----- | ------ | ------------ | --- |
| 2. BL 2001/02                                     | 7.    | 30–26  | –––          |     |
| 2. BL 2002/03                                     | 4.    | 38–22  | –––          |     |
| 2. BL 2003/04                                     | 5.    | 46–14  | –––          |     |
| 2. BL 2004/05                                     | 2.    | 56–4   | –––          |     |
| 2. BL 2005/06                                     | 1.    | 60–0   | –––          |     |
| BBL 2006/07                                       | 11.   | 32–36  | –––          |     |
| BBL 2007/08                                       | 11.   | 32–36  | –––          |     |
| BBL 2008/09                                       | 8.    | 36–32  | VF           | 2/3 |
| grün unterlegt: Aufstieg / rot unterlegt: Abstieg |       |        |              |     |

In der Spielzeit 2000/01 war Nima Mehrdadi, ehemals Trainerassistent von Coach Rotsaert zu Erstliga-Spielzeiten 1994/95, Trainer der Baskets gewesen und hatte auch Doug Spradley, mittlerweile verheiratet mit einer Paderbornerin, nach einigen Erstliga-Spielzeiten bei Braunschweig und dem MBC wieder im Kader begrüßen dürfen. Der Verein als eigentlicher Inhaber der Lizenz der Profimannschaft ging aus der Insolvenz der Spielbetriebsgesellschaft einigermaßen unbeschadet hervor und in der folgenden Spielzeit wurde dann Spradley Trainer der Mannschaft, während Mehrdadi Sportdirektor wurde. Der erfolgsorientierte Trainer Spradley konnte schließlich die Mannschaft aus dem Mittelmaß der zweiten Liga herausführen. Zum Kern der neuen Erfolgsmannschaft gehörten mit Marius Nolte und Daniel Lieneke vom Kooperationspartner TV Salzkotten auch wieder zwei „Eigengewächse“. Zum Jahresbeginn 2004 verstarb der amtierende Präsident Bert Bruch plötzlich und unerwartet. Zur Spielzeit 2004/05 verpflichtete man von Ligakonkurrenten die US-Amerikaner Tim Black und Steven Esterkamp, mit denen man nach dem zehnten Spieltag und einer Niederlage gegen selbst erklärten Aufstiegsfavoriten Eisbären Bremerhaven nicht mehr verlor. Am Ende belegte man wegen des schlechteren direkten Vergleichs gegenüber Bremerhaven trotzdem nur den zweiten Platz. In der folgenden Spielzeit 2005/06 verlor man nun kein einziges Spiel mehr und stieg nach saisonübergreifend 50 Siegen in Folge ein zweites Mal in die höchste deutsche Spielklasse auf.

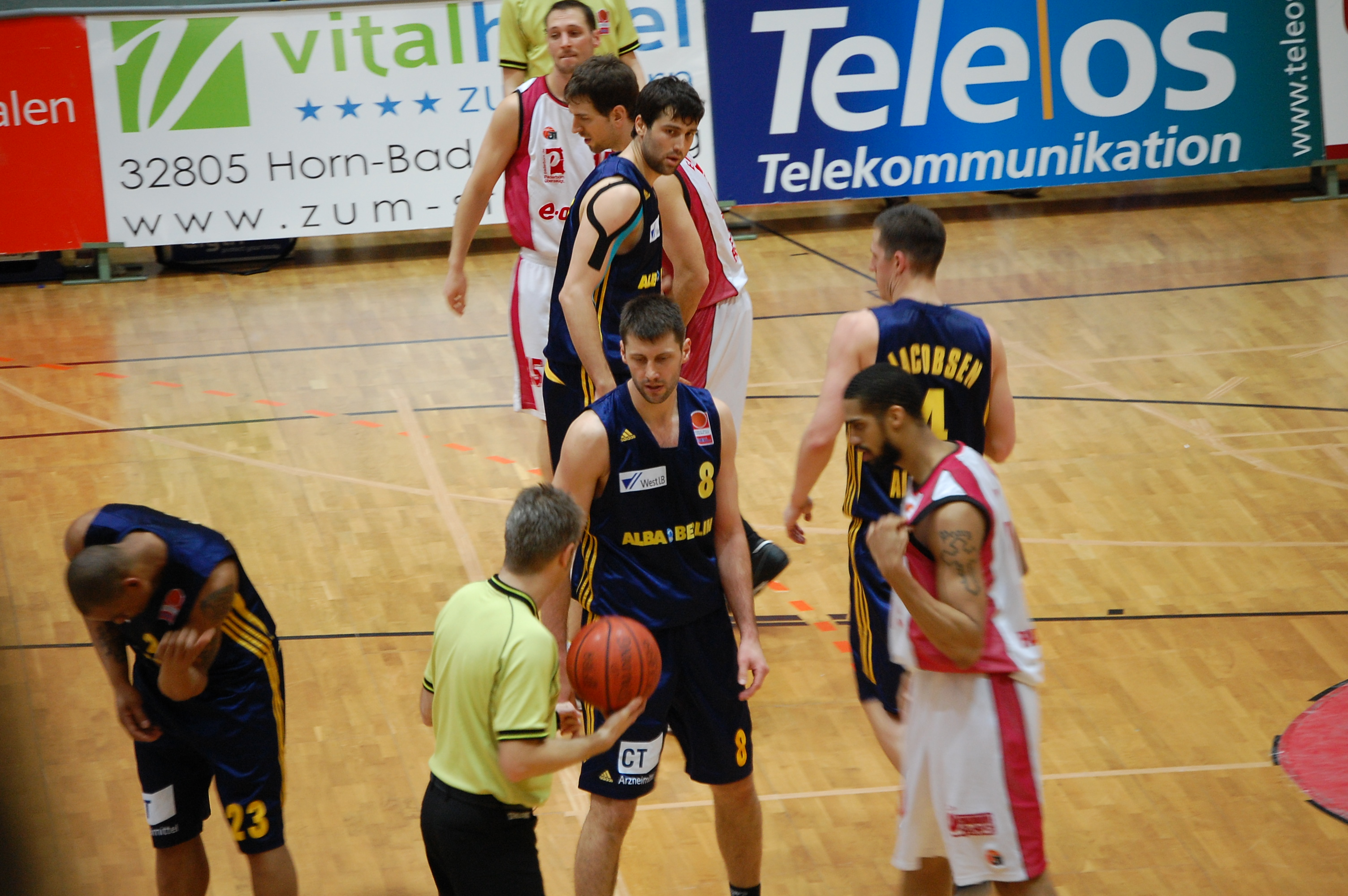
Spiel gegen Alba Berlin

Zur Erstliga-Spielzeit 2006/07 trennte man sich nach zwei Jahren von seinem Namenssponsor, dem Polstermöbelhersteller Schröno, und da sich am Kern des Zweitliga-Erfolgaufgebots nichts änderte, wurde dessen Erstligatauglichkeit angezweifelt. Trotzdem gelangen wie auch in der folgenden Saison 2007/08 16 Siege aus 34 Spielen und jeweils ein elfter Rang in der Abschlusstabelle. In der Saison 2007/08, in der man zwischenzeitlich als Digibu Baskets antrat, wurde Tim Black bester Korbschütze der Bundesliga mit 21,3 Punkten im Schnitt und wechselte im Anschluss nach Belgien. Dafür kehrte zur Saison 2008/09 Stefano Garris, WM-Bronzemedaillengewinner 2002 mit der deutschen Nationalmannschaft und mehrfacher deutscher Meister mit Alba Berlin, zu seinem Stammverein zurück. Garris konnte jedoch nach längeren Verletzungspausen in den Vorjahren sein altes Leistungsniveau nicht mehr erreichen und die Mannschaft startete schlecht in die Saison. Nach Abgängen von anderen Spielern wurde der knapp 35-jährige Chris Ensminger auf der Centerposition nachverpflichtet, der zu Beginn seiner Deutschland-Karriere mit Spradley in Weißenfels noch zusammengespielt hatte und zuvor vom ehemaligen deutschen Meister Brose Baskets „ausgemustert“ worden war. Mit dieser Verstärkung marschierte die Mannschaft aus dem Tabellenkeller bis auf die Play-off-Plätze unter den besten acht Mannschaften. Überschattet wurde diese Erfolgsserie durch neuerliche Finanzlöcher, durch die erneut eine Insolvenz drohte. Verschiedene Hilfsaktionen unter dem Motto „BBL – gekommen, um zu bleiben“, die auch von Fans anderer Vereine unterstützt wurden, und ein erhöhtes Zuschauerinteresse dank des sportlichen Erfolgs und der Hilfsaktionen erhielten jedoch die Zahlungsfähigkeit, so dass die Spielbetriebsgesellschaft sich mit den Gläubigern auf Zahlungsaufschübe einigen konnte. Am Ende der Spielzeit qualifizierte man sich als Tabellenachter erstmals knapp für die Play-offs um die deutsche Meisterschaft, wo man in der ersten Runde dem Titelverteidiger und Hauptrundenersten Alba Berlin Paroli bot und sich erst im fünften und entscheidenden Spiel der Serie geschlagen geben musste. Am Ende wurden die EWE Baskets Oldenburg deutscher Meister, bei denen Trainer Spradley zwei Jahre zuvor schon als neuer Trainer gehandelt worden war. Spradley verließ nun angesichts der angespannten finanziellen Lage genauso wie die wichtigsten Spieler den Verein und auch Sportdirektor Mehrdadi trat zugunsten seiner weiteren beruflichen Karriere von seinem Amt zurück.

### Bundesliga-Abstieg und Zeit in der 2. Bundesliga ProA (2009 bis 2024)
| Saison                                                                                             | Platz | Punkte | „Postseason“ | S/N |
| -------------------------------------------------------------------------------------------------- | ----- | ------ | ------------ | --- |
| BBL 2009/10                                                                                        | 18.   | 39*    | –––          |     |
| ProA 2010/11                                                                                       | 7.    | 28     | –––          |     |
| ProA 2011/12                                                                                       | 5.    | 32     | VF           | 1/3 |
| ProA 2012/13                                                                                       | 13.   | 24     | –––          |     |
| ProA 2013/14                                                                                       | 12.   | 20     | –––          |     |
| ProA 2014/15                                                                                       | 12.   | 22     | –––          |     |
| ProA 2015/16                                                                                       | 13.   | 22     | –––          |     |
| ProA 2016/17                                                                                       | 10.   | 28     | –––          |     |
| ProA 2017/18                                                                                       | 13.   | 18     | –––          |     |
| ProA 2018/19                                                                                       | 13.   | 20     | –––          |     |
| ProA 2019/20                                                                                       | 6.    | 28     | –––          |     |
| ProA 2020/21                                                                                       | 10.   | 20     | –––          |     |
| ProA 2021/22                                                                                       | 6.    | 38     | –––          |     |
| grün unterlegt: Aufstieg / rot unterlegt: Abstieg * pro Spiel ein Punkt + ein Punkt für einen Sieg |       |        |              |     |

Nach dem großen sportlichen Erfolg mit der Play-off-Teilnahme 2009 stand die folgende Erstliga-Spielzeit 2009/10, die letztendlich die vorerst letzte Erstliga-Spielzeit der Mannschaft werden sollte, durch die geringe Finanzkraft und den Verlust der wichtigsten Akteure unter keinem guten Stern. Überschattet wurde der Saisonbeginn durch den gewaltsamen Tod des ehemaligen Spielers Lavelle Felton, der in der Vorsaison mit seinen Korberfolgen in Schlusssekunden der Mannschaft den Play-off-Einzug und einen Play-off-Sieg über Alba Berlin gesichert hatte. Unter dem neuen Trainer Olaf Stolz gelang zwar ein Auftakterfolg, danach rutschte man aber sehr schnell auf den letzten Tabellenplatz, den man in der Folge nicht mehr verließ. Nach einer späten Trainerentlassung im Februar 2010 übernahm Dirk Happe als Interimscoach die Mannschaft bis Saisonende und der Möbelhändler Webmoebel trat als Namenssponsor für die folgenden zwei Jahre auf. Am Ende der Saison stieg man nach fünf Siegen aus insgesamt 34 Spielen abgeschlagen am Tabellenende wieder ab.
In der Spielzeit 2010/11 trat man in der 2007 geschaffenen ProA an, die das neue Unterhaus der Bundesliga bildete und zusammen mit der ProB die 2. Basketball-Bundesliga abgelöst hatte. Unter dem neuen Trainer Artur Gacaev, der zuvor Jugendmannschaften des Vereins in die Bundesspitze geführt hatte, blieb man glücklos und rutschte zunächst in den Tabellenkeller. Nach einem Trainertausch mit Kooperationspartner Accent Baskets aus Salzkotten, der in der ersten Regionalliga des WBV spielt, wurde Thomas Glasauer Trainer und hielt die Mannschaft im Tabellenmittelfeld. In der darauffolgenden Spielzeit 2011/12 gelang mit dem fünften Platz eine Platzierung im oberen Tabellendrittel und die Qualifikation für die neu geschaffenen Play-offs der ProA, wo man jedoch in der ersten Runde ausschied.
Am 27. Juli 2012 gab die Paderborn Baskets Team GmbH bekannt, aufgrund von anhaltenden finanziellen Problemen einen Insolvenzantrag zu stellen. Dieser Antrag wurde letztlich nicht gestellt, sondern am 10. August 2012 mit dem Paderborner Möbelhaus Finke ein neuer Haupt- und Namenssponsor bekanntgegeben.
Im Januar 2013 stellten die Finke baskets ihren bisherigen Trainer Thomas Glasauer frei, nachdem die Bilanz bei sieben Siegen und zwölf Niederlagen gestanden hatte und die angestrebten Play-offs außer Reichweite erschienen. Zum Zeitpunkt der Trainerentlassung standen die Paderborner auf dem 14. Tabellenplatz. Nachfolger von Thomas Glasauer wurde Martin Krüger, der noch bis Sommer 2012 für verschiedene Mannschaften des Vereins insbesondere im Nachwuchsbereich verantwortlich war, nachdem er zuvor bereits in den 1980er und 1990er die Zweitligamannschaften der Baskets und des TV Salzkotten trainiert hatte. Unter Krüger gelang der Klassenerhalt und die Baskets belegten zu Saisonende mit zwölf Siegen und 18 Niederlagen den 13. Tabellenplatz.
Die Saison 2013/14 verlief sportlich ähnlich wie die Saison 2012/13. Die Paderborner fanden sich fast die gesamte Saison im Mittelfeld der Liga wieder, ohne reelle Chance auf die Play-offs, aber auch ein Abstieg konnte frühzeitig vermieden werden. Nach Abschluss der Saison auf dem 12. Tabellenplatz legte Trainer Martin Krüger sein Amt nieder. Als Grund gab er die hohe Belastung an, die er als Teilzeit-Kraft nicht weiter stemmen könne.
Nachfolger von Martin Krüger wurde Uli Naechster. Erneut wurde der Kader wieder auf verschiedenen Positionen umgebaut und verändert, jedoch stellte sich kein nachhaltiger sportlicher Erfolg ein. Fast die gesamte Saison befand sich die Mannschaft im unteren Tabellendrittel.
Am 13. März 2015 wurde ein entscheidendes Spiel gegen den BV Chemnitz 99 mit 69:62 gewonnen. Der Anpfiff erfolgte allerdings mit 25-minütiger Verspätung, weil der für die Anzeigetafel verwendete Computer durch die automatisch ausgeführte Aktualisierung des Betriebssystems blockiert war. Nach einem Protest der Chemnitzer wurde das Spiel zunächst mit 0:20 gewertet, was den Abstieg der Paderborner bedeutet hätte. Letztlich wurde der Berufung der Paderborner stattgegeben und deren sportlicher Sieg bestätigt.
Im November 2016 wurde der Verein wegen des Verstoßes gegen eine Lizenzauflage seitens der 2. Bundesliga mit einer Geldstrafe belegt. Nach dem Ende des Spieljahres 2018/19 gab Naechster sein Traineramt ab, blieb aber Sportlicher Leiter. Als neuer Trainer wurde Steven Esterkamp eingestellt, der somit dorthin zurückkehrte, wo er bereits als Spieler tätig war. Zum Zeitpunkt des Abbruchs der Saison 2019/20 wegen der Ausbreitung von COVID-19 lag die Mannschaft auf dem sechsten Tabellenplatz. Spielmacher Kendale McCullum wurde in einer Abstimmung der Liga zum besten Spieler der Saison gekürt.
2024 stieg Paderborn aus der 2. Bundesliga ProA ab. Trainer Steven Esterkamp, der das Amt seit 2019 ausgeübt hatte, verließ den Verein daraufhin. Zum Nachfolger der wurde Miloš Stanković bestimmt, der vorher im Paderborner Jugendbereich tätig gewesen war.

### Zurück in der 2. Bundesliga ProA (ab 2025)
In der Hauptrunde der Saison 2024/25 belegte man in der Nordstaffel der 2. Bundesliga ProB den dritten Platz. Im Viertelfinale schied man aus. Im Juni 2025 wurde den Paderbornern als Nachrücker für die Saison 2025/26 eine Teilnahmeberechtigung für die 2. Bundesliga ProA erteilt.

## Jugend- und Nachwuchsarbeit
Der Verein Paderborn Baskets 91 e. V. hatte schon zu Zeiten vor Vereinsgründung als VBC 69 großen Stellenwert auf eine gute Jugendarbeit und gehörte zu den führenden Vereinen in Westfalen, dem auch auf Landesebene im Vergleich mit den führenden Mannschaften des Rheinlandes gute Platzierungen gelangen. 1991 mit 300 Mitgliedern als Neugründung gestartet hat der Verein nach eigenen Angaben mittlerweile knapp 600 Mitglieder, davon ca. 260 Jugendliche. Mit dem Förderkonzept „Talentoffensive in Ostwestfalen-Lippe“ seit 2003 konnte talentierten Spielern aus der Region bessere Bedingungen geboten werden. Während auch früher schon am Reismann-Gymnasium in Paderborn viele Nachwuchsspieler für den Verein rekrutiert wurden durch Lehrer wie unter anderem Fritz Buhr und später Martin „Sir“ Krüger, der zuvor schon einige Jahre die Zweitligamannschaft des VBC 69 sowie die Nachwuchsmannschaften des Vereins trainiert hatte, ermöglichte die Einrichtung eines Basketball-Internats an dieser Schule auch die Unterbringung von Talenten, die von außerhalb stammen wie beispielsweise die späteren Junioren-Nationalspieler Lars und Ole Wendt, die aus Itzehoe kamen. Das Internat wird als Paderborner Sportinternat von den Baskets im Rahmen des Forums Paderborner Spitzensport unter anderem in Kooperation mit dem Fußball-Erstligisten SC Paderborn 07 betrieben. Durch diese Maßnahmen stieg der Verein zum führenden männlichen Jugendverein Nordrhein-Westfalens auf und führte seine Mannschaften in nahezu jeder Altersklasse innerhalb des WBV regelmäßig unter die ersten Drei. Bei den Mädchen beziehungsweise Damen kooperiert man mit dem TSVE Bielefeld, dessen „Lady Dolphins“ die führende Rolle einnehmen im Unterschied zu den Jungen beziehungsweise Herren. Die wichtigste Spielerin, die der Verein hervorgebracht hat, ist Lea Mersch, die 2011 mit der Damen-Auswahl an der EM-Endrunde 2011 teilnahm. 2006 und 2013 erhielt der Verein das „Grüne Band“ für vorbildliche Talentförderung, welches der damalige „Vizepräsident Jugend“ und spätere Präsident Christoph Schlösser – selbst langjähriger Zweitligaspieler für den VBC 69 – entgegennahm.
Mit der NBBL-Mannschaft unter der Führung von Trainer Gacaev und den Wendt-Zwillingen wurde man von 2009 bis 2011 dreimal hintereinander beste Mannschaft Nordwestdeutschlands und erreichte das Top-Four-Turnier dieser Altersklasse auf nationaler Ebene. Bei der ersten Teilnahme 2009 verlor man mit den Jugend- und Juniorennationalspielern Robert Huelsewede und Dominik Malinowski nur knapp in der Schlussphase das Meisterschaftsfinale gegen den Nachwuchs von ALBA Berlin. In den darauffolgenden Turnieren verlor man das Halbfinale jeweils gegen den späteren Sieger Team Alba Urspring, denen man 2009 im Halbfinale die einzige Niederlage in einem Final Four beigebracht hatte. Anlässlich des 20-jährigen Klubjubiläums gratulierte der scheidende Bundestrainer Dirk Bauermann persönlich und äußerte seinen Dank und Respekt insbesondere den Jugendtrainern des Vereins.  Während die U18-Mannschaft 2011 im sogenannten „Deutschland-Pokal“ trotz einer herausragenden Leistung von Jugendnationalspieler Till Gloger „nur“ Vizemeister wurde, erreichte die U14-Mannschaft unter Trainer Stefan Schettke die erste deutsche Jugendmeisterschaft für den Verein. Ein Jahr später wurde Till Gloger wurde zum MVP der NBBL 2011/12 gewählt und die U16 gewann den Meistertitel in der Jugend-Basketball-Bundesliga.

## Kader
| Spieler | Spieler            | Spieler                | Spieler            | Spieler | Spieler | Spieler                                 |
| Nr.     | Nat.               | Name                   | Geburt             | Größe   | Info    | Letzter Verein                          |
| ------- | ------------------ | ---------------------- | ------------------ | ------- | ------- | --------------------------------------- |
| 2       | Deutschland        | Jannis Ridder          | 27. Juli 2005      | 1,98 m  | SF      | eigene Jugend                           |
| 3       | Kanada             | Marcus Anderson        | 05. April 1997     | 1,91 m  | G       | Scarborough                             |
| 4       | Vereinigte Staaten | Buzz Anthony           | 04. September 1998 | 1,80 m  | PG      | Randolph-Macon College                  |
| 5       | Vereinigte Staaten | James Fleming          | 12. September 1991 | 1,85 m  | G       | Zestaponi                               |
| 10      | Deutschland        | Nicolas Marty-Decker   | 28. Februar 2005   | 1,92 m  | G       | eigene Jugend                           |
| 11      | Deutschland        | Oshane Drews           | 01. April 2001     | 1,98 m  | G       | Dragons Rhöndorf                        |
| 12      | Deutschland        | Marten Linssen         | 30. August 1998    | 2,03 m  | C       | Saint Louis Billikens                   |
| 13      | Deutschland        | Jens Grossmann         | 14. Januar 2000    | 2,04 m  | SF      | International Basketball Academy Munich |
| 14      | Deutschland        | Benedict Dernbach      | 06. Februar 2002   | 2,06 m  | PF      | eigene Jugend                           |
| 19      | Deutschland        | Johannes Konradt       | 14. Februar 1995   | 1,99 m  | SF      | Itzehoe Eagles                          |
| 20      | Vereinigte Staaten | Travis Richard Jocelyn | 20. März 1999      | 1,99 m  | SF      | Niners Chemnitz                         |
| 22      | Deutschland        | Aaron Kayser           | 22. Mai 1999       | 2,05 m  | C       | Dresden Titans                          |
| 28      | Deutschland        | Lars Lagerpusch        | 28. März 1998      | 2,07 m  | PF      | Wiha Panthers Schwenningen              |
| 34      | /                  | Ágúst Kjartansson      | 01. Januar 2004    | 1,85 m  | G       | Haukar men’s basketball                 |

| Trainer     | Trainer           | Trainer         |
| Nat.        | Name              | Position        |
| ----------- | ----------------- | --------------- |
| Deutschland | Steven Esterkamp  | Trainer         |
| Deutschland | Florian Held      | Co-Trainer      |
| Deutschland | Claus Reinsberger | Co-Trainer      |
| Deutschland | Ingo Teich        | Athletiktrainer |

| Legende                   | Legende   |
| Abk.                      | Bedeutung |
| ------------------------- | --------- |
| Quellen                   |           |
| Teamhomepage              |           |
| Ligahomepage              |           |
| Stand: 09. September 2022 |           |

| Legende                   | Legende   |
| Abk.                      | Bedeutung |
| ------------------------- | --------- |
| Quellen                   |           |
| Teamhomepage              |           |
| Ligahomepage              |           |
| Stand: 09. September 2022 |           |

Kader 2011/12
| Spieler | Spieler            | Spieler             | Spieler            | Spieler | Spieler | Spieler                            |
| Nr.     | Nat.               | Name                | Geburt             | Größe   | Info    | Letzter Verein                     |
| ------- | ------------------ | ------------------- | ------------------ | ------- | ------- | ---------------------------------- |
|         |                    | Guards (PG, SG)     |                    |         |         |                                    |
| 3       | Vereinigte Staaten | Jamar Diggs         | 27. November 1988  | 1,88 m  | PG      | Wofford Terriers (USA)             |
| 5       | Deutschland        | Eike Sünkeler       | 19. Oktober 1992   | 1,93 m  | SG      | eigene Jugend                      |
| 18      | Deutschland        | Lars Wendt          | 5. Oktober 1992    | 1,90 m  | SG      | eig. Jugend, Itzehoe Eagles        |
| 19      | Deutschland        | Ole Wendt           | 5. Oktober 1992    | 1,90 m  | PF      | eig. Jugend, Itzehoe Eagles        |
| 32      | Vereinigte Staaten | Justin Stommes      | 23. November 1988  | 2,01 m  | SG      | Eastern Kentucky Colonels (USA)    |
|         |                    | Forwards (SF, PF)   |                    |         |         |                                    |
| 4       | Vereinigte Staaten | Jefferson Mason     | 19. März 1988      | 1,98 m  | SF/PF   | Minnesota State Mavericks (USA)    |
| 7       | Deutschland        | Daniel Lieneke      | 5. Juni 1981       | 2,00 m  | SF      | Benslips Baskets Salzkotten        |
| 9       | Deutschland        | Michael Jost        | 26. September 1988 | 2,04 m  | SF/PF   | USC Freiburg                       |
| 10      | Deutschland        | Leo Padberg         | 26. Mai 1991       | 2,01 m  | PF      | eigene Jugend                      |
| 17      | Vereinigte Staaten | Nick Freer          | 8. November 1985   | 1,98 m  | SF      | Benslips Baskets Salzkotten        |
|         |                    | Center (C)          |                    |         |         |                                    |
| 11      | Deutschland        | Michael Fleischmann | 21. Juni 1986      | 2,05 m  | PF / C  | s.Oliver Baskets                   |
| 12      | Deutschland        | Ben Spöler          | 14. April 1988     | 2,06 m  | C       | Georgia College Bobcats (USA)      |
| 26      | Deutschland        | Till Gloger         | 26. Januar 1993    | 2,04 m  | C       | eig. Jugend, Metropol Baskets Ruhr |

| Trainer     | Trainer         | Trainer       |
| Nat.        | Name            | Position      |
| ----------- | --------------- | ------------- |
| Deutschland | Thomas Glasauer | Trainer       |
| Deutschland | Haye Rosenbusch | Co-Trainer    |
| Deutschland | Dirk Happe      | Sportdirektor |

| Legende                | Legende                  |
| Abk.                   | Bedeutung                |
| ---------------------- | ------------------------ |
| (NBBL)                 | NBBL-Doppellizenzspieler |
| Quellen                |                          |
| Ligahomepage           |                          |
| Stand: 9. Oktober 2011 |                          |

| Legende                | Legende                  |
| Abk.                   | Bedeutung                |
| ---------------------- | ------------------------ |
| (NBBL)                 | NBBL-Doppellizenzspieler |
| Quellen                |                          |
| Ligahomepage           |                          |
| Stand: 9. Oktober 2011 |                          |

```
Kader 2010/2011
```

| Nr. | Name               | Position       | Geburtsdatum       | Größe  | Gewicht | Letzter Verein                 | Nationalität |
| --- | ------------------ | -------------- | ------------------ | ------ | ------- | ------------------------------ | ------------ |
| 0   | Benjamin Fumey     | Power Forward  | 30. März 1987      | 2,03 m |         | Giants Nördlingen              | Deutschland  |
| 1   | Tray Hampton       | Power Forward  | 14. April 1987     | 2,01 m |         | Georgia State University (USA) | USA          |
| 3   | Draelon Burns      | Forward        | 11. April 1985     | 2,06 m |         | Keflavik (ISL)                 | USA          |
| 6   | Thomas Gajda       | Small Forward  | 17. Juli 1989      | 2,00 m | 95 kg   | eigene Jugend                  | Deutschland  |
| 7   | Daniel Lieneke     | Small Forward  | 5. Juni 1981       | 2,00 m | 98 kg   | Benslips Baskets Salzkotten    | Deutschland  |
| 8   | Kejuan Johnson     | Guard          | 26. Juni 1986      | 1,93 m |         | CRE Eagles Itzehoe             | USA          |
| 25  | Martin Samarco     | Guard          | 14. September 1985 | 1,92 m |         | Holland Blast (USA)            | USA          |
| 10  | Dominik Malinowski | Small Forward  | 13. Juni 1991      | 1,98 m | 90 kg   | eigene Jugend                  | Deutschland  |
| 12  | Ben Spöler         | Center         | 14. April 1988     | 2,06 m |         | Bayer Giants Leverkusen        | Deutschland  |
| 18  | Lars Wendt         | Shooting Guard | 5. Oktober 1992    | 1,90 m |         | eig. Jugend, Itzehoe Eagles    | Deutschland  |
| 21  | Ole Wendt          | Point Guard    | 5. Oktober 1992    | 1,90 m |         | eig. Jugend, Itzehoe Eagles    | Deutschland  |
| 37  | Kyle Roemer        | Shooting Guard | 20. August 1985    | 1,90 m |         | Colgate University (USA)       | USA          |

| Name            | Funktion       | Geburtsdatum     | Letzter Verein        | Nationalität |
| --------------- | -------------- | ---------------- | --------------------- | ------------ |
| Dirk Happe      | Sportl. Leiter | 16. Februar 1966 | eigene Jugend         | Deutschland  |
| Thomas Glasauer | Headcoach      |                  | EWE Baskets Oldenburg | Deutschland  |

```
Kader 2009/10
```

| Spieler | Spieler            | Spieler           | Spieler           | Spieler | Spieler | Spieler                                 |
| Nr.     | Nat.               | Name              | Geburt            | Größe   | Info    | Letzter Verein                          |
| ------- | ------------------ | ----------------- | ----------------- | ------- | ------- | --------------------------------------- |
|         |                    | Guards (PG, SG)   |                   |         |         |                                         |
| 8       | Deutschland        | Nicolai Simon     | 3. Januar 1987    | 1,90 m  | PG / SG | Erdgas Ehingen/Urspringschule           |
| 9       | Vereinigte Staaten | Malik Moore       | 29. Februar 1976  | 1,92 m  | PG      | Mitteldeutscher BC                      |
| 10      | Vereinigte Staaten | LaShon Sheffield  | 20. März 1984     | 1,82 m  | SG      | BBC Bayreuth                            |
| 11      | Deutschland        | Lawrence Borha    | 5. Juli 1984      | 1,91 m  | PG      | Utah Utes (NCAA) / USA                  |
| 23      | Vereinigte Staaten | DeAndre Haynes    | 30. März 1984     | 1,88 m  | PG      | Kecskeméti KSE / HUN                    |
|         |                    | Forwards (SF, PF) |                   |         |         |                                         |
| 7       | Deutschland        | Daniel Lieneke    | 5. Juni 1981      | 2,00 m  | SF      | BB Salzkotten                           |
| 12      | Deutschland        | Robert Huelsewede | 19. April 1990    | 1,98 m  | SF      | eigene Jugend                           |
| 15      | Kanada             | Sefton Barrett    | 12. Dezember 1983 | 1,98 m  | SF / PF | Kotwica Kołobrzeg / POL                 |
| 25      | Deutschland        | Thomas Gajda      | 17. Juli 1989     | 2,01 m  | SF      | BBG Herford                             |
|         |                    | Center (C)        |                   |         |         |                                         |
| 4       | Vereinigte Staaten | Nate Gerwig       | 27. Juni 1983     | 2,08 m  | PF / C  | BV Chemnitz                             |
| 6       | Vereinigte Staaten | Kevin Langford    | 21. Dezember 1985 | 2,04 m  | PF / C  | Texas Christian University (NCAA) / USA |
| 40      | Deutschland        | Robert Oehle      | 22. Mai 1988      | 2,09 m  | C       | DJK Grün-Weiß Rheda                     |
| 42      | Vereinigte Staaten | Matt Terwilliger  | 7. September 1985 | 2,04 m  | PF / C  | Ohio State University (NCAA) / USA      |

| Trainer     | Trainer      | Trainer    |
| Nat.        | Name         | Position   |
| ----------- | ------------ | ---------- |
| Deutschland | Olaf Stolz   | Trainer    |
| Deutschland | Artur Gacaev | Co-Trainer |

| Legende      | Legende                 |
| Abk.         | Bedeutung               |
| ------------ | ----------------------- |
| DL           | U24 Doppellizenzspieler |
| Quellen      |                         |
| Ligahomepage |                         |
| Stand: 2010  |                         |

| Legende      | Legende                 |
| Abk.         | Bedeutung               |
| ------------ | ----------------------- |
| DL           | U24 Doppellizenzspieler |
| Quellen      |                         |
| Ligahomepage |                         |
| Stand: 2010  |                         |

```
Kader 2008/2009
```

| Spieler | Spieler            | Spieler            | Spieler           | Spieler | Spieler | Spieler                          |
| Nr.     | Nat.               | Name               | Geburt            | Größe   | Info    | Letzter Verein                   |
| ------- | ------------------ | ------------------ | ----------------- | ------- | ------- | -------------------------------- |
|         |                    | Guards (PG, SG)    |                   |         |         |                                  |
| 4       | Vereinigte Staaten | Steven Wright      | 7. August 1983    | 1,91 m  |         | New Yorker Phantoms Braunschweig |
| 6       | Deutschland        | Dominik Malinowski | 13. Juni 1991     | 1,92 m  | DL      | eigene Jugend                    |
| 7       | Deutschland        | Jan Möhring        | 29. November 1990 | 1,86 m  | DL      | eigene Jugend                    |
| 11      | Deutschland        | Stefano Garris     | 21. April 1979    | 1,98 m  |         | Skyliners Frankfurt              |
| 22      | Vereinigte Staaten | Bryant McAllister  | 4. Mai 1984       | 1,91 m  |         | München Baskets                  |
| 32      | Vereinigte Staaten | Lavelle Felton     | 5. Oktober 1979   | 1,93 m  |         | Science City Jena                |
|         |                    | Forwards (SF, PF)  |                   |         |         |                                  |
| 15      | Vereinigte Staaten | Steven Esterkamp   | 8. Januar 1981    | 1,98 m  |         | Ohio University                  |
| 25      | Deutschland        | Thomas Gajda       | 17. Juli 1989     | 2,01 m  | DL      | BBG Herford                      |
| 31      | Vereinigte Staaten | Nathan Peavy       | 31. März 1985     | 2,03 m  |         | Miami Ohio Redhawks              |
|         |                    | Center (C)         |                   |         |         |                                  |
| 5       | Vereinigte Staaten | Chris Ensminger    | 8. Dezember 1973  | 2,09 m  |         | Brose Baskets                    |
| 14      | Deutschland        | Marius Nolte       | 21. Januar 1981   | 2,06 ,  |         | TV Salzkotten                    |
| 40      | Deutschland        | Robert Oehle       | 22. Mai 1988      | 2,09 m  | DL      | DJK Grün-Weiß Rheda              |
| 42      | Vereinigte Staaten | Matt Terwilliger   | 7. September 1985 | 2,04 m  |         | Ohio State University            |

| Trainer            | Trainer          | Trainer    |
| Nat.               | Name             | Position   |
| ------------------ | ---------------- | ---------- |
| Vereinigte Staaten | Douglas Spradley | Trainer    |
| Deutschland        | Stephan Völkel   | Co-Trainer |

| Legende                | Legende                 |
| Abk.                   | Bedeutung               |
| ---------------------- | ----------------------- |
| DL                     | U24 Doppellizenzspieler |
| Quellen                |                         |
| Ligahomepage           |                         |
| Stand: 28. Januar 2009 |                         |

| Legende                | Legende                 |
| Abk.                   | Bedeutung               |
| ---------------------- | ----------------------- |
| DL                     | U24 Doppellizenzspieler |
| Quellen                |                         |
| Ligahomepage           |                         |
| Stand: 28. Januar 2009 |                         |

Abgänge während der Saison
Spencer Tollackson, Reggie Golson
```
Kader 2007/2008
```

| Nr. | Name                 | Position       | Geburtsdatum      | Größe  | Nationalität |
| --- | -------------------- | -------------- | ----------------- | ------ | ------------ |
| 7   | Jan Möhring          | Guard          | 29. November 1990 | 1,82 m | Deutschland  |
| 8   | Malik Moore          | Guard          | 29. Februar 1976  | 1,92 m | USA          |
| 9   | Timothy James Black  | Guard          | 30. April 1981    | 1,78 m | USA          |
| 11  | Daniel Tusek         | Guard          | 14. März 1989     | 1,96 m | Deutschland  |
| 12  | Christoph Hackenesch | Forward/Center | 28. Januar 1986   | 2,04 m | Deutschland  |
| 13  | Christian Becker     | Forward        | 23. Dezember 1985 | 2,03 m | Deutschland  |
| 14  | Marius Nolte         | Forward/Center | 21. Januar 1981   | 2,06 m | Deutschland  |
| 15  | Steven Esterkamp     | Guard/Forward  | 8. Januar 1981    | 1,98 m | USA          |
| 20  | John Bynum           | Guard          | 23. Februar 1978  | 1,91 m | USA          |
| 24  | Billy McDaniel       | Forward        | 28. Mai 1984      | 2,01 m | USA          |
| 31  | Nathan Peavy         | Forward        | 31. März 1985     | 2,03 m | USA          |
| 32  | Thomas Gajda         | Forward        | 17. Juli 1989     | 2,00 m | Deutschland  |
| 40  | Robert Oehle         | Center         | 22. Mai 1988      | 2,09 m | Deutschland  |
| 42  | Greg Jenkins         | Center         | 18. März 1982     | 2,06 m | USA          |
| 44  | Matthias Finke       | Guard          | 12. August 1987   | 1,83 m | Deutschland  |

| Name              | Funktion      | Geburtsdatum       | Nationalität |
| ----------------- | ------------- | ------------------ | ------------ |
| Doug Spradley     | Trainer       | 14. September 1966 | USA          |
| Stephan Völkel    | Co-Trainer    | 13. April 1971     | Deutschland  |
| Dr. Nima Mehrdadi | Sportdirektor | 23. März 1973      | Deutschland  |
| Thorsten Schröder | Teammanager   | 12. Oktober 1977   | Deutschland  |

Die Spiele der Baskets finden im Sportzentrum Maspernplatz in Paderborn statt. Der Fanclub Maspernpower Paderborn '96 e. V. mit ca. 70 Mitgliedern kümmert sich u. a. um die Organisation der Auswärtsfahrten.

## Bestmarken in Erstliga-Spielzeiten
| Saison    | Punkte                                   | Rebounds                   | Assists                       | Steals                    | Blocks                     |
| --------- | ---------------------------------------- | -------------------------- | ----------------------------- | ------------------------- | -------------------------- |
| 2009/2010 | Malik Moore 418 (12,7 pro Spiel)         | Matt Terwilliger 180 (5,3) | Malik Moore 106 (3,2)         | Malik Moore 41 (1,2)      | Sefton Barrett 29 (0,9)    |
| 2008/2009 | Steven Esterkamp 486 (12,5 pro Spiel)    | Chris Ensminger 325 (9,0)  | Lavelle Felton 94 (2,4)       | Steven Wright 40 (1,0)    | Chris Ensminger 11 (0,3)   |
| 2007/2008 | Timothy James Black 702 (21,3 pro Spiel) | Greg Jenkins 189 (6,5)     | Timothy James Black 135 (4,1) | Steven Esterkamp 47 (1,5) | Greg Jenkins 33 (1,1)      |
| 2006/2007 | Sergerio Gipson 497 (14,6)               | Jordan Collins 189 (5,6)   | Sergerio Gipson 121 (3,6)     | Sergerio Gipson 51 (1,5)  | Jordan Collins 18 (0,5)    |
| 1994/1995 | Douglas Spradley 544 (21,8)              |                            | Dirk Happe 123 (3,8)          |                           | Christian Mehrens 50 (1,6) |

## Wichtige ehemalige Spieler
- Phil Ohl 1985–1989
- Dirk Happe 1983–1995, 1996/97
- / Douglas Spradley 1992–1996, 2000/01; Trainer 2001–2009
- Christian Mehrens 1993–1995
- Margus Metstak 1994–1995
- Stefano Garris 1996–1998, 2008/09
- Marius Nolte 2001–2009
- Timothy James Black 2004–2008
- Steven Esterkamp 2004–2009; Trainer 2019–2024
- Chris Ensminger 2008/09
- Till Gloger Jugend und 2016/17
- Kendale McCullum 2019/20
- Jackson Trapp 2019–2022

sowie bei den Damen:
- Lea Mersch 1994–2004 als Jugendspielerin

## Trainer
| Amtszeit        | Name             |
| --------------- | ---------------- |
| 1992–1995       | Werner Rotsaert  |
| 12/1995–12/1996 | Ed Visscher      |
| 12/1996–199912/ | Pat Elzie        |
| 12/1999–02/2001 | Werner Rotsaert  |
| 02/2001–200112/ | Nima Mehrdadi    |
| 2001–2009       | Douglas Spradley |
| 12/2009–02/2010 | Olaf Stolz       |
| 02/2010–201012/ | Dirk Happe       |
| 12/2010–11/2010 | Artur Gacaev     |
| 11/2010–01/2013 | Thomas Glasauer  |
| 01/2013–201412/ | Martin Krüger    |
| 2014–2019       | Uli Naechster    |
| 2019–2024       | Steven Esterkamp |
| seit 2024       | Miloš Stanković  |